# Neukantianismus
Neukantianismus ist die vor allem von Otto Liebmann und Friedrich Albert Lange in den 1860er Jahren eingeleitete philosophische Bewegung, welche sich unter Berufung auf die transzendentale Logik und erkenntnistheoretische Schriften Immanuel Kants gegen den Materialismus wendet.
Hierbei wurde die Forderung erhoben, wieder direkt auf Immanuel Kant zurückzugehen und eine Philosophie zu entwickeln, die den Ansprüchen der damals modernen Wissenschaften genügte. Charakteristisch ist für den Neukantianismus außerdem das neu erwachte Interesse an einer geltungstheoretischen Begründung der Geisteswissenschaften und das Interesse an einer philosophischen Begründung der politischen Theorie. So liefert etwa der Marburger Neukantianismus die theoretische Grundlage für den Revisionismus Eduard Bernsteins und für den Austromarxismus Max Adlers. Auch im Bereich der russischen Philosophie des frühen 20. Jahrhunderts hatte der Neukantianismus eine erhebliche Bedeutung, da er die Mitte zwischen orthodox-mystischer Metaphysik und atheistischem Materialismus hielt.

## Entstehung
Für die Entstehung des Neukantianismus ist insbesondere die Frontstellung zwischen Naturwissenschaft und Religion im 19. Jahrhundert von großer Bedeutung. Indem die Naturwissenschaft den Primat des Materiellen vor dem Geistigen postulierte, sprach sie der Religion jegliche legitime Erkenntnisgewinnung ab und verübte somit einen Generalangriff auf den Geist, der 1854 im Materialismusstreit eskalierte. In dieser populärwissenschaftlichen Debatte verteidigte der Göttinger Physiologe Rudolf Wagner das Christentum als geistiges Fundament der Naturwissenschaft, während der Giessener Zoologe Carl Vogt die Materie als Voraussetzung für die Existenz des Geistigen betrachtete. In den Folgejahren weitete sich der Materialismusstreit mit dem Erscheinen von Charles Darwins „Entstehung der Arten“ (1859) geradezu zu einem „Weltanschauungskampf“ aus, in dem das gesamte christliche Weltbild durch ein radikal materialistisches ersetzt werden sollte.
Zeitgleich zum Materialismusstreit befand sich die gesamte spekulative idealistische Philosophie infolge der Ereignisse des Vormärz in der Krise, welche den Erfolg der fortschreitenden Naturwissenschaft und des mit ihr einhergehenden Materialismus bedingte, der wiederum jenes spekulative hegelsche Systemdenken zu überwinden suchte. Der Neukantianismus, auch begünstigt durch den Umstand, keine politisch brisanten, sondern erkenntnistheoretische Fragen zu erörtern, ging aus eben jener Opposition zu dem materialistisch geprägten Zeitgeist hervor und überwand nicht nur die Krise der idealistischen Philosophie, sondern auch den radikalen Materialismus: Indem er eine wissenschaftstheoretische Methode realisierte, durch eine kritische Erkenntnistheorie den Absolutheitsanspruch des Materialismus zu relativieren, hat der Neukantianismus den Weltanschauungskampf entschärft und auf akademische Weise ad acta gelegt. Da der naturwissenschaftlichen Erkenntnis der Materie gegenüber ein Reich des Geistes garantiert wird, das nicht in der Materie aufgeht, setzte der Südwestdeutsche Neukantianismus mit Wilhelm Windelband eine Zweiteilung der Welt in eine „Welt des Geistes“ (Geisteswissenschaft) als idiographische Wissenschaft und eine „Welt der Natur“ (Naturwissenschaft) als nomothetische Wissenschaft durch. Infolge dieser bis heute vorherrschenden Logik können Geistes- und Naturwissenschaft nicht mehr miteinander kollidieren, da sie sich in der Methode der Erkenntnisgewinnung unterscheiden.
Die Philosophie Kants war in den ersten 30 Jahren des 19. Jahrhunderts vom Idealismus in den Hintergrund gedrängt worden. Lediglich Arthur Schopenhauer, dessen Philosophie zu dieser Zeit (1819) jedoch noch kaum Beachtung geschenkt wurde, setzte sich bereits in der ersten Auflage seines Hauptwerks Die Welt als Wille und Vorstellung in kritisch-erweiternder Art und Weise mit der Erkenntnistheorie Immanuel Kants auseinander. Ein Jahr nach dem Tod von Georg Wilhelm Friedrich Hegel hatte Friedrich Eduard Beneke mit der Schrift Kant und die philosophischen Aufgaben unserer Zeit (1832) einen zweiten – allerdings durchaus Kant-kritischen – Schritt zur Wiedererinnerung getan. Christian Hermann Weisse hielt 1847 eine Rede mit dem Titel In welchem Sinne die deutsche Philosophie jetzt wieder an Kant sich zu orientieren hat. Auch Jakob Friedrich Fries hatte sich stark auf Kant bezogen.

## Vertreter
Der eigentliche Beginn des Neukantianismus wird mit den Namen Friedrich Albert Lange, Otto Liebmann, Eduard Zeller und Hermann von Helmholtz verbunden. Lange hatte in seiner Geschichte des Materialismus (1866) diese Position ausführlich und dezidiert kritisiert. Liebmann hatte in seinem Werk Kant und die Epigonen (1865) in vier Kapiteln jeweils den Deutschen Idealismus, den Realismus des Johann Friedrich Herbart, den Empirismus der Naturwissenschaften, philosophisch vertreten etwa von Jakob Friedrich Fries und die Transzendentalphilosophie Schopenhauers zurückgewiesen und am Ende dieser Kapitel und des Schlusskapitels wie einen Schlachtruf in verschiedenen Varianten notiert: „Also muß auf Kant zurückgegangen werden“.
Helmholtz als führender Naturwissenschaftler exponierte sich gegen den Materialismus. In einer Rede von 1877 führte er aus:
Ich bitte Sie nicht zu vergessen, dass auch der Materialismus eine metaphysische Hypothese ist, eine Hypothese, die sich im Gebiet der Naturwissenschaften allerdings als sehr fruchtbar erwiesen hat, aber doch immer eine Hypothese. Und wenn man diese seine Natur vergisst, so wird er ein Dogma und kann dem Fortschritt der Wissenschaft ebenso hinderlich werden und zu leidenschaftlicher Intoleranz treiben wie andere Dogmen. Diese Gefahr tritt ein, sobald man Tatsachen zu leugnen, oder zu verdecken sucht. (Holzhey, 2004, 29).
Weiteren Einfluss hatten der Philosophiehistoriker Kuno Fischer, der den Kritizismus mit dem Fichteschen Idealismus verband, sowie Jürgen Bona Meyer mit seinem Werk Kants Psychologie (1870).
Seit ca. 1875 wird der Begriff des Kantianismus auch in der Fachliteratur verwendet. Als besonders herausragend gelten die Vertreter der Marburger Schule sowie der Südwestdeutschen Schule (Heidelberg). Daneben gab es einige unabhängige Philosophen, die unter der Überschrift Kritizismus zusammengefasst werden.

### Marburger Schule
Hermann Cohen (1842–1918) gilt als der Begründer der sog. Marburger Schule, die stark mathematisch und wissenschaftsorientiert ausgerichtet war. Er kritisierte den Psychologismus vom kantischen Standpunkt. Dass es ein von der Psyche unabhängiges Wissen gibt, erklärt sich schon daran, dass Mathematik in Lehrbüchern unabhängig vom Subjekt existiert. Entsprechend kann die Erkenntnis nicht allein an ein Subjekt gebunden werden. In Bezug auf Kant entwickelte Cohen nach einer zunächst philologischen Darstellung im Laufe der Zeit eine eigenständige Position, die eher den idealistischen Standpunkt einnahm und insbesondere nicht Begriffe, sondern Urteile als Basis des menschlichen Denkens zugrunde legte. Nicolai Hartmann studierte in Marburg und wurde zumindest von einigen Gedanken der Marburger Schule beeinflusst. Auch Paul Natorp (1854–1924) befasste sich vor allem mit den logischen Grundlagen der exakten Wissenschaften. Allerdings lehnte er die Existenz eines Dings an sich und von vom Verstand unabhängigen Anschauungen ab. Zur Marburger Schule zählten u. a. auch Karl Vorländer, mit dem Schwerpunkt der Geschichtsphilosophie in Verbindung mit dem Marxismus, und Rudolf Stammler, der sich vor allem mit sozial- und rechtsphilosophischen Fragen befasste sowie der Völkerrechtler Walther Schücking (1875–1935), der bei Kants Friedensgedanken ansetzte und entscheidenden Einfluss auf die Entwicklung des Friedensvölker- und Verfassungsrechts im 20. Jahrhundert ausübte. Wie Cohen versuchte Benzion Kellermann die jüdische Philosophie mit der Philosophie Kants zu verbinden.
Ernst Cassirer (1874–1945) steht einerseits der Tradition der Marburger Schule nahe, ist vom Alter her und mit der Aufnahme sprachphilosophischer Themen wie der Frage der Bedeutung sowie der Philosophie der symbolischen Formen andererseits schon voll dem 20. Jahrhundert zuzurechnen. Für ihn gewährten nicht nur die Kategorien einen Bezug zur Welt, sondern verschiedene eigenständige symbolische Formen, wie Sprache, Religion, Kunst, Technik, Geschichte und Recht.
Als Vertreterin der Marburger Schule verstand sich auch die rumänische Philosophin Alice Voinescu (geborene Steriade; 1885–1961), die als erste Rumänin einen philosophischen Doktorgrad erwarb und den Titel Universitätsprofessor (profesor universitar) erlangte und später vor allem zur Ästhetik und zur Theatergeschichte publizierte. Sie studierte 1911/1912 bei Cohen und Natorp; ihre an der Sorbonne eingereichte Dissertation hatte die Marburger Schule explizit zum Thema.

### Südwestdeutsche Schule
Demgegenüber steht die Südwestdeutsche oder Badische Schule des Neukantianismus für eine auf die Werte orientierte Philosophie. Hauptvertreter waren Wilhelm Windelband (1848–1915) und Heinrich Rickert (1863–1936). Windelband sah in der Philosophie vor allem die Lehre von den allgemeingültigen Werten, nämlich der Wahrheit im Denken, der Gutheit im Wollen und Handeln und der Schönheit im Fühlen. Er unterschied prinzipiell zwischen Geschichte und Naturwissenschaft. Kant zu verstehen heißt für Windelband über ihn hinauszugehen. Rickert betonte den Unterschied zwischen Kulturwissenschaft und Naturwissenschaft und entwickelte eine eigene Wertphilosophie.

### Kritizismus
Neben den festen Schulen zählten zu den weiteren Vertretern des Kritizismus u. a. Robert Reininger (1869–1955), der Arbeiten zum psychophysischen Problem und zur Wertphilosophie veröffentlichte und Alois Riehl (1844–1924).
Für Riehl war die Philosophie nicht Weltanschauungslehre, sondern vor allem Kritik der Erkenntnis. Dabei war für ihn Kant insoweit fortzuschreiben, als neuere Erkenntnisse der Naturwissenschaft und Mathematik (z. B. Nicht-euklidische Geometrie) mit einzubeziehen sind, was er grundsätzlich für möglich hielt. Spätere Vertreter des Kritizismus sind ähnlich wie Cassirer eigentlich dem 20. Jahrhundert zuzurechnen, entstammen aber der neukantianischen Bewegung.
Hans Vaihinger (1852–1933) ist bekannt als Kommentator der Kritik der reinen Vernunft und als Begründer der Kant-Studien. Seine Philosophie des „Als Ob“ ist dem Pragmatismus aufgrund des verwendeten Wahrheitsbegriffs zuzurechnen. Erkenntnis kommt aufgrund hypothetischer Fiktionen zustande. Ihr Wahrheitsgehalt richtet sich nach dem praktischen Lebenswert. Eine objektive Wahrheit ist hingegen nicht möglich.
Im Zentrum der Philosophie von Richard Hönigswald (1875–1947), einem Schüler Alois Riehls, stehen die beiden Grundprobleme des ‚Gegebenen‘ und einer ‚Allgemeinen Methodenlehre‘ des menschlichen Erkennens. Im Gegensatz zur Marburger Schule basieren seine Untersuchungen zum Ding an sich auf denkpsychologischen Überlegungen, in denen er einen Zusammenhang zwischen Bewusstsein und Gegenstand beschreibt. Dabei ist Sprache notwendig für das Bewusstsein und erst durch Sprache wird die Objektivität eines Gegenstandes hergestellt.
Erich Kaufmann (1880–1972) warf dem Neukantianismus aus rechtsphilosophischer Sicht vor, dem positiven Empirismus keine objektive Metaphysik entgegenzustellen, sondern vielmehr sich vor der Mannigfaltigkeit der Wirklichkeit in abstrakte, bloß noch formale, eindimensionale Begriffsbildungen zu flüchten. Gleichzeitig schloss er sich in dieser Abwendung nun der Strömung des Neuhegelianismus an.
Leonard Nelson (1882–1927) knüpft in seiner philosophischen Arbeit ebenso wie in seinem politischen und gesellschaftlichen Engagement sowohl an Fries wie an die Marburger Schule an, ohne ihr jedoch unmittelbar anzugehören.

## Aktuelle Rezeption
Die aktuelle Neukantianismusforschung fragt aus drei unterschiedlichen Perspektiven heraus nach der „Einheit des Neukantianismus“, die einerseits das Grundthema der Neukantianer selbst, andererseits aber auch ein historisch-wissenssoziologisches Resultat sowie eine Kulturgröße darstellt.
Zunächst einmal nimmt die Forschung aus einem inneren Blickwinkel die Fragestellung der Neukantianer selbst auf, die sich infolge der kantschen Synthesis mit der Einheitsproblematik auseinandersetzten, um die „Einheit des Bewusstseins und der Vernunft“ als Voraussetzung für die „Einheit der Erfahrung“ zu denken.
Neben der Weiterschreibung des zentralen Themas und somit des dem Neukantianismus genuin inhärenten Selbstverständnisses befasst sich die Forschung in einer zweiten historisch-wissenssoziologischen Perspektive einerseits mit der Spezifizierung des Neukantianismus, die über die beiden etablierten Strömungen der Marburger und Südwestdeutschen Schule hinausgeht, und problematisiert andererseits dessen Zugehörigkeitskriterien. Diese Perspektive  zeichnet sich also durch die Konstruktion einer ausdifferenzierten Binnenperspektive aus, die wiederum mittels einer Außenperspektive auf ihre Einheit hin befragt wird: Eine Binnendifferenzierung des Neukantianismus grenzt eine physiologische Ausrichtung (Helmholtz, Lange) sowohl von einer metaphysischen (Liebmann, Volkelt), realistischen (Riehl) und logizistischen (Cohen, Natorp, Cassirer) ab, als auch von einer werttheoretisch-kritizistischen (Windelband, Rickert, Münsterberg), relativistischen (Simmel) und einer psychologischen Ausprägung (Fries und die Neufriessche Schule). Diese dem Neukantianismus innewohnende Diversität wirft folglich die Frage nach einem allen Strömungen gemeinsamen Kriterium für die Zugehörigkeit zum Neukantianismus auf („Was steht innerhalb des Neukantianismus?“) und erfordert zugleich Abgrenzungsmarker nach außen („Was steht außerhalb des Neukantianismus?“).
Die dritte Perspektive ist eine kulturphilosophische, die sich auf die Einheit der philosophischen und wissenschaftlichen Bestrebungen im 19. Jahrhundert konzentriert. Da der Neukantianismus bestrebt war, die kantische Vernunftskultur mit der tatsächlichen Kulturwahrnehmung des 19. Jahrhunderts zu verschränken, wird dem Neukantianismus  eine zeitgeschichtliche Motivation zugesprochen, die eng mit der Entstehung eines Kulturbegriffs bzw. -bewusstseins zusammenhing, der sich als geschichtlicher Zeitbegriff von dem übergeschichtlichen des deutschen Idealismus abgrenzte.